# نيكولاس بروكس (فنان تشكيلي)
نيكولاس بروكس (بالإنجليزية: Nicholas Brooks)‏ هو فنان تشكيلي بريطاني، ولد في 20 مايو 1964 في لندن في المملكة المتحدة.

## وصلات خارجية
- نيكولاس بروكس على موقع IMDb (الإنجليزية)
- نيكولاس بروكس على موقع ألو سيني (الفرنسية)
- نيكولاس بروكس على موقع أول موفي (الإنجليزية)
- نيكولاس بروكس على موقع قاعدة بيانات الفيلم (الإنجليزية)
- نيكولاس بروكس على موقع كينوبويسك (الروسية)